# Законодавча Рада Брунею
Законодавча Рада Брунею (Majlis Mesyuarat Negara Brunei / مجليس مشوارت نڬارا بروني)) — законодавчий орган (парламент) Брунею.

## Склад
Однопалатний парламент включає 32 депутатів, які призначаються султаном.

## Історія
З 1907 року при султані Брунею діяв законодавчий орган - Державна рада.
Законодавча Рада мала бути заснована згідно з прийнятою в 1959 році конституції Брунею. До неї мали ввійти: 8 членів за посадою, 6 призначених султаном членів, 3 призначених неофіційні члени та 16 обраних членів. Останні мали бути висунутими обраними на загальних виборах членами рад округів. Вибори до рад округів відбулися 30-31 серпня 1962 року, перемогу на них отримала Брунейська народна партія (54 з 55 місць), яка й мала отримати всі 16 представницьких місць у Законодавчій раді. Проте у грудні 1962 відбулося «Брунейське повстання», організоване бойовим крилом БНП, яке було подавлене силами британських військ. Партія була заборонена, а нові вибори до  Законодавчої Ради відбулися 25 березня 1965 року. Наступні вибори були проведені у травні 1968 року. Ця Законодавча Рада проіснувала до кінця 1983 року. 13 лютого 1984 року султан Хассанал Болкіах розпустив Раду.
Законодавчу Раду було відновлено 2004 року для внесення поправок до конституції. До її складу увійшов 21 член. 6 за посадою: султан, спадкоємець престолу, міністр освіти, міністр промисловості та первинних ресурсів, міністр релігійних справ та генеральний прокурор. Ще 5 членів призначив султан, здебільшого секретарів міністерств. 10 членів також призначив султан з числа аристократії та місцевих чиновників.

## Повноваження
Первинною задачею Законодавчої Ради було приймати закони та слідкувати за витрачанням фінансів.